# Kemono jihen
Kemono jihen (怪物事変? lett. "Incidente mostruoso") è un manga scritto e disegnato da Shō Aimoto, serializzato sulla rivista Jump Square della Shūeisha dal 2 dicembre 2016. Il manga è pubblicato in Italia da Edizioni BD sotto l'etichetta J-Pop.
Dal manga è stata tratta un'omonima serie televisiva anime trasmessa in Giappone dal 10 gennaio al 28 marzo 2021. In Italia è stata pubblicata in simulcast su VVVVID in versione sottotitolata e il 1º dicembre 2021 su Netflix in versione doppiata.

## Trama
Il manga racconta la storia di un ragazzo soprannominato Dorotabo, il quale viene evitato da tutti quelli che lo circondano, e di Inugami, un detective specializzato nel campo dell'occulto. Tutto inizia quando Inugami arriva nel villaggio del ragazzo per investigare su un caso particolare: molti capi di bestiame vengono trovati morti e con il corpo marcito in una sola notte.

## Personaggi

I protagonisti della serie nella sigla di chiusura

Kabane Kusaka (日下 夏羽?, Kusaka Kabane)
Doppiato da: Natsumi Fujiwara (ed. giapponese), Federico Campaiola (ed. italiana)
Kabane è un ragazzo orfano che viene adottato da una famiglia al Villaggio del Cervo. Dopo aver fatto la conoscenza di Inugami, scopre di essere il figlio di un Ghoul e che si trasforma in un mostro se viene privato della pietra che porta al collo.
Shiki Tademaru (蓼丸 織?, Tademaru Shiki)
Doppiato da: Natsuki Hanae (ed. giapponese), Danny Francucci, Alessandra Berardi (da bambino) (ed. italiana)
È un mezzodemone nato dall’unione tra un umano e un’aracne. Dal suo corpo secerne una tela di ragno in grado di svolgere diverse funzioni, come dissolversi o indurirsi.
Un ragazzo di circa la stessa età di Kabane che lavora all'agenzia investigativa di Inugami. Con il suo potere può rilasciare tele di ragno per legare e intrappolare i nemici.
Akira Iwakiyama yukisato shirona no gojuuroku shi (岩木山雪里白那之五十六子 晶?, Iwakiyama yukisato shirona no gojuuroku shi Akira, lett. "Akira il cinquantaseiesimo bambino di Shirona del Villaggio di Neve sul monte Iwaki")
Doppiato da: Ayumu Murase (ed. giapponese), Mattia Gajani Billi (ed. Italiana)
Akira è un ragazzo effeminato, è molto energico ed estroverso, ma a volte un po' goffo, lavora nella agenzia di specialisti del paranormale di Inugami. Essendo uno yukionoko del villaggio Yukino ha il potere di creare del ghiaccio congelando l'acqua.
Kon (紺?)
Doppiata da: Yumiri Hanamori (ed. giapponese), Monica Volpe (ed. italiana)
È stata una sottoposta di Inari, è una ragazza kitsune di 14 anni con lunghi capelli biondi. Prova dell'affetto ricambiato per Kabane ma l'inesperienza di entrambi impedisce loro di considerare seriamente la loro relazione.
Kohachi Inugami (隠神 鼓八千?, Inugami Kohachi)
Doppiato da: Jun'ichi Suwabe (ed. giapponese), Alberto Bognanni (ed. italiana)
Un investigatore del paranormale, ingaggiato per uccidere Kabane, dopo essersi affezionato al ragazzo lo porta con lui a Tokyo alla sua agenzia di specialisti del paranormale.
Youko Inari (飯生妖子?, Inari Youko)
Doppiata da: Kana Hanazawa (ed. giapponese), Emanuela Damasio (ed. italiana)
Il prefetto della polizia di Shinjuku, ha le apparenze di una donna adulta con lunghi capelli rossi, è anch'ella un mostro come Kabane, e vuole rubargli il calcolo vitale per confondersi meglio tra gli umani.
Mihai Florescu (ミハイ・フロレスク?, Mihai Florescu)
Doppiato da: Daisuke Ono (ed. giapponese), Gabriele Vender (ed. italiana)
Un vampiro che vive nell'agenzia di Inugami segregato in una stanza buia. È un genio dell'informatica e usa le sue capacità per aiutare i suoi giovani colleghi.
Nobimaru (野火丸?)
Doppiato da: Hiro Shimono (ed. giapponese), Marco Altini (ed. italiana)
Il suo vero nome è Homuramaru Nowaki, è un ragazzo kitsune sottoposto di Inari che ha preso il posto di Kon dopo il suo fallimento.
Aya Tademaru (蓼丸 綾?, Tademaru Aya)
Doppiata da: Kaede Hondo (ed. giapponese), Alessandra Bellini (ed. italiana)
È figlia di Kumi, la madre di Shiki, nata durante le sperimentazioni di Akio per trovare il miracoloso filo d'oro in grado di curare le persone. Lei è la riuscita dell'esperimento e l'unico esito rimasto in vita. È anche la sorella minore di Shiki e si innamora perdutamente di Kabane.
Kumi Yamagumonoko (山蜘蛛之仔組?, Yamagumonoko Kumi)
Doppiata da: Aya Hisakawa (ed. giapponese), Jessica Bologna (ed. italiana)
È la madre di Shiki e Aka.
Akio Tademaru (蓼丸昭夫?, Tademaru Akio)
Doppiato da: Akira Ishida (ed. giapponese), Matteo Liofredi (ed. italiana)
Lo zio paterno di Shiki. È ossessionato dal desiderio di trovare il leggendario filo d'oro.
Yui Iwakiyama yukisato shirona no gojuuroku shi (岩木山雪里白那之五十六子 結?, Iwakiyama yukisato shirona no Isoroku ko Yui, lett. "Yui il cinquantaseiesimo bambino di Shirona del Villaggio di Neve sul monte Iwaki")
Doppiato da: Kaito Ishikawa (ed. giapponese), Renato Novara (ed. italiana)
È il fratello gemello di Akira ma è più virile di lui nel carattere e nell'aspetto. Per proteggere suo fratello dai gravosi doveri imposti dalla società del villaggio Yukino, nel quale sono nati, lo ha fatto scappare per poi seguirlo rubando il calcolo azzerante, una reliquia del villaggio dai forti poteri.
Ohana (御花ばあさん?, Ohana bāsan)
Doppiata da: Ikuko Tani
È un'anziana veterinaria che si occupa segretamente anche di curare i mostri.

## Media

### Manga
Il manga, scritto e disegnato da Shō Aimoto, viene serializzato dal 2 dicembre 2016 sulla rivista Jump Square edita da Shūeisha. I vari capitoli vengono raccolti in volumi tankōbon dal 3 marzo 2017.
In Italia la serie è stata annunciata da Edizioni BD il 31 marzo 2020 e ha iniziato a pubblicarla sotto l'etichetta J-Pop dal 28 ottobre 2020. La traduzione dei testi è curata da Ilenia Cerillo, mentre il lettering è realizzato da Massimiliano Lucidi.

#### Volumi
| 1  | 3 marzo 2017 | ISBN 978-4-08-881096-6 | 28 ottobre 2020  | ISBN 978-88-349-1542-4 |
| 1  | Capitoli - 1. Dorotabo del Villaggio dei Cervi (鹿の子村の泥田坊?, Kanoko-mura no Dorotabō) - 2. Insetti (蟲?, Mushi) - 3. L'agenzia Kemono (怪物屋?, Kemono-ya) - Extra - Un giorno senza lavoro (なんにもない日?, Nan'nimo nai hi)                                                                   |                        |                  |                        |
| 2  | 4 luglio 2017 | ISBN 978-4-08-881128-4 | 9 dicembre 2020  | ISBN 978-88-349-0422-0 |
| 2  | Capitoli - 4. La volpe (女狐?, Okitsune) - 5. Il gatto di Shinjuku Nichome (新宿二丁目の猫?, Shinjuku nichōme no neko) - 6. Il mistero delle fogne di Shibuya (渋谷川暗渠の怪?, Shibuya-gawa ankyo no kai) - 7. Colui che dimora nell'oscurità (闇に棲むもの?, Yami ni sumu mono)                      |                        |                  |                        |
| 3  | 2 novembre 2017 | ISBN 978-4-08-881169-7 | 3 febbraio 2021  | ISBN 978-88-349-0489-3 |
| 3  | Capitoli - 8. Fabbrica di morte (黒い工場?, Kuroi kōjō) - 9. L'energia che scaturisce da dentro (湧き出るもの?, Wakideru mono) - 10. Esistenza (生存?, Seizon) - 11. Il filo del ragno (蜘蛛の糸?, Kumo no ito)                                                                                        |                        |                  |                        |
| 4  | 2 marzo 2018 | ISBN 978-4-08-881368-4 | 14 aprile 2021   | ISBN 978-88-349-0590-6 |
| 4  | Capitoli - 12. Follia (狂気?, Kyōki) - 13. Il desiderio più grande (悲願?, Higan) - 14. Il filo d'oro (金の糸?, Kin no ito) - 15. Infatuazione a Harajuku Takeshita-dori (原宿竹下通りの執心?, Harajuku Takeshita Dōri no shūshin)                                                                     |                        |                  |                        |
| 5  | 4 luglio 2018 | ISBN 978-4-08-881425-4 | 3 giugno 2021    | ISBN 978-88-349-0663-7 |
| 5  | Capitoli - 16. La lunga giornata di Kabane (夏羽の長い一日?, Kabane no nagai ichinichi) - 17. Ritrovarsi (再会?, Saikai) - 18. Una pietra foriera di morte (死をもたらす石?, Shi o motarasu ishi) - 19. Corpo in fiamme (炎の屍?, Honō no kabane)                                                      |                        |                  |                        |
| 6  | 2 novembre 2018 | ISBN 978-4-08-881628-9 | 4 agosto 2021    | ISBN 978-88-349-0719-1 |
| 6  | Capitoli - 20. Solo (ひとり?, Hitori) - 21. Il grande piano per far diventare tutti amici (みんななかよし大作戦?, Min'na nakayoshi dai sakusen) - 22. E ora... Yashima! (いざ屋島?, Iza Yashima) - 23. Allenamento (鍛錬?, Tanren)                                                                     |                        |                  |                        |
| 7  | 4 marzo 2019 | ISBN 978-4-08-881773-6 | 6 ottobre 2021   | ISBN 978-88-349-0769-6 |
| 7  | Capitoli - 24. Cattiva ragazza (悪い子?, Warui ko) - 25. Realtà virtuale (仮想現実?, Kasō genjitsu) - 26. Il più importante (一番?, Ichiban) - 27. Ambizione (野望?, Yabō) |                        |                  |                        |
| 8  | 4 luglio 2019 | ISBN 978-4-08-881892-4 | 1º dicembre 2021 | ISBN 978-88-349-0861-7 |
| 8  | Capitoli - 28. Serpenti di cenere (灰塵の蛇?, Kaijin no hebi) - 29. Unità speciale investigativa (捜査特課?, Sōsa toku-ka) - 30. Alla riscossa (逆襲?, Gyakushū) - 31. Sinistra (左?, Hidari) |                        |                  |                        |
| 9  | 1º novembre 2019 | ISBN 978-4-08-882115-3 | 2 febbraio 2022  | ISBN 978-88-349-0913-3 |
| 9  | Capitoli - 32. In movimento (東奔西走?, Tōhonseisō) - 33. Giocatori d'azzardo (博徒?, Bakuto) - 34. Riunione (合流?, Gōryū) - 35. Stupido (馬鹿?, Baka) |                        |                  |                        |
| 10 | 4 marzo 2020 | ISBN 978-4-08-882236-5 | 13 aprile 2022   | ISBN 978-88-349-0974-4 |
| 10 | Capitoli - 36. Cattiva abitudine (悪癖?, Akuheki) - 37. Demonio (魔物?, Mamono) - 38. Fiore inodore (不香の花?, Fukyō no hana) - 39. Affetto (愛情?, Aijō) |                        |                  |                        |
| 11 | 3 luglio 2020 | ISBN 978-4-08-882356-0 | 9 giugno 2022    | ISBN 978-88-349-1043-6 |
| 11 | Capitoli - 40. Divinità (女神?, Megami) - 41. La persona importante (大切な人?, Taisetsu na hito) - 42. La rosa e il sole (薔薇と太陽?, Bara to taiyō) - 43. Potere (逆鱗?, Gekirin) |                        |                  |                        |
| 12 | 4 novembre 2020 | ISBN 978-4-08-882438-3 | 3 agosto 2022    | ISBN 978-88-349-1098-6 |
| 12 | Capitoli - 44. Ira divina (逆鱗?, Gekirin) - 45. La fiasca del tempo (時渡しの瓢箪?, Tokiwata shi no hyōtan) - 46. Arma (武器?, Buki) - 47. Amici (友達?, Tomodachi) |                        |                  |                        |
| 13 | 4 febbraio 2021 | ISBN 978-4-08-882558-8 | 5 ottobre 2022   | ISBN 978-88-349-1169-3 |
| 13 | Capitoli - 48. Foglie d'acero rosso lucenti (照紅葉?, Terumomiji) - 49. Risveglio (覚醒?, Kakusei) - 50. Missione (使命?, Shimei) |                        |                  |                        |
| 14 | 2 luglio 2021 | ISBN 978-4-08-882675-2 | 7 dicembre 2022  | ISBN 978-88-349-1816-6 |
| 14 | Capitoli - 51. Urayashima (裏屋島?) - 52. Infiltrazione (突入?, Totsunyū) - 53. Totsuka (十拳?) - 54. Capacità (器?, Utsumu) - 55. Il vento che soffia sulle fiamme dell'inferno (業火を熾す風?, Gōka o okosu kaze)                                                                                    |                        |                  |                        |
| 15 | 4 novembre 2021 | ISBN 978-4-08-882809-1 | 22 febbraio 2023 | ISBN 978-88-349-1817-3 |
| 15 | Capitoli - 56. La bestia (獸?, Kemono) - 57. Stella cadente (落星?, Ochibashi) - 58. La scelta (選択?, Sentaku) - 59. Raiden (頼電?) |                        |                  |                        |
| 16 | 4 aprile 2022 | ISBN 978-4-08-883056-8 | 12 aprile 2023   | ISBN 978-88-349-1930-9 |
| 16 | Capitoli - 60. Mei (鳴?) - 61. Uno contro uno (ー対ー?, ーTaiー) - 62. Crazy for you (Crazy for you?) - 63. Tsuna-onigiri: Tsuna il tagliademoni (綱鬼切?, Tsuna onigiri) - 64. L'accordo (取引?, Torihiki)                                                                                            |                        |                  |                        |
| 17 | 2 settembre 2022 | ISBN 978-4-08-883206-7 | 5 luglio 2023    | ISBN 978-88-349-2187-6 |
| 17 | Capitoli - 65. Partner (相棒?, Aibō) - 66. Tanuki (狸?) - 67. L'antico villaggio della strega (魔女の古里?, Majo no furusato) - 68. Prima del banchetto (宴の前?, Utage no mae) - 69. Il fiore senza nome (名無き花?, Na naki hana)                                                                    |                        |                  |                        |
| 18 | 3 febbraio 2023 | ISBN 978-4-08-883314-9 | 4 ottobre 2023   | ISBN 978-88-349-1269-0 |
| 18 | Capitoli - 70. In profondità (深淵?, Shin'en) - 71. Cattiva ragazza (悪女?, Akujo) - 72. Il grande banchetto (狂宴?, Kyōen) - 73. Libertà (自由?, Jiyū) - 74. Punizione (罰?, Batsu) |                        |                  |                        |
| 19 | 4 luglio 2023 | ISBN 978-4-08-883497-9 | 7 febbraio 2024  | ISBN 978-88-349-2423-5 |
| 19 | Capitoli - 75. Uccello in gabbia (籠鳥雲を恋う?, Rōchō kumo wo kou) - 76. Determinazione (覚悟?, Kakugo) - 77. Preghiera (祈り?, Inori) - 78. Bugiarda (嘘つき?, Usotsuki) - 79. Il dado è tratto (振られた賽?, Furareta sai)                                                                          |                        |                  |                        |
| 20 | 4 dicembre 2023 | ISBN 978-4-08-883695-9 | 3 luglio 2024    | ISBN 978-88-349-2537-9 |
| 20 | Capitoli (traduzioni letterali dei titoli) - 80. Un mostro (ある怪物?, Aru kaibutsu) - 81. Rosa selvaggia (荒野の薔薇?, Kōya no bara) - 82. Piano (計画?, Keikaku) - 83. Autentico (真物?, Mabutsu) - 84. Connessione (繋がり?, Tsunagari)                                                             |                        |                  |                        |
| 21 | 2 maggio 2024 | ISBN 978-4-08-883890-8 | 19 marzo 2025    | ISBN 978-88-349-3216-2 |
| 21 | Capitoli (traduzioni letterali dei titoli) - 85. Progressi (進展?, Shinten) - 86. Riunione (再会?, Saikai) - 87. La terra di Shikoku (四国の地?, Shikoku no ji) - 88. È ora di andare in battaglia (いざ出陣?, Iza shutsujin) - 89. Finalmente appare (ついに現れる?, Tsuini arawareru)                |                        |                  |                        |
| 22 | 1º novembre 2024 | ISBN 978-4-08-884215-8 | 27 agosto 2025   | ISBN 978-88-349-3580-4 |
| 22 | Capitoli (traduzioni letterali dei titoli) - 90. Compagno (仲間?, Nakama) - 91. Inoltrare (前へ?, Mae e) - 92. La proposta (目的?, Mokuteki) - 93. Resa dei conti (対決?, Taiketsu) - 94. Scultura di ghiaccio (氷像?, Hyouzou)                                                                        |                        |                  |                        |
| 23 | 2 maggio 2025 | ISBN 978-4-08-884420-6 | —                | —                      |
| 23 | Capitoli (traduzioni letterali dei titoli) - 95. (一難去ってまた一難?, Ichinan satte mata ichinan) - 96. (つくば研究所?, Tsukuba kenkyūjo) - 97. (流れる時間?, Nagareru jikan) - 98. (進むべき道?, Susumubeki michi) - 99. (始まりと終わり?, Hajimari to owari) - 100. (待ち望む者?, Machinozomu mono) |                        |                  |                        |

#### Capitoli non ancora in formatotankōbon
Questa lista è suscettibile di variazioni e potrebbe essere incompleta o non aggiornata.

- 101.  (怪獣出現?, Kaijū shutsugen)
- 102.  (対立と和解?, Tairitsu to wakai)

### Anime

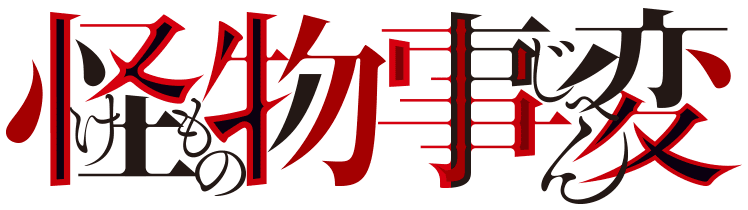
Logo della serie

Un adattamento anime è stato annunciato all'evento Jump Festa '20 tenutosi il 21 dicembre 2019. La serie è animata dallo studio Ajia-do Animation Works, diretta da Masaya Fujimori, sceneggiata da Noboru Kimura e il character design di Nozomi Tachibana. È stata trasmessa dal 10 gennaio al 28 marzo 2021 su Tokyo MX, ytv e BS11. Le sigle sono rispettivamente Kemono michi (ケモノミチ?) di Daisuke Ono in apertura e －Shirushi－ (－標－?) di Sayaka Sasaki in chiusura.
In Italia i diritti sono stati acquistati da Dynit che ha pubblicato la serie in versione sottotitolata in simulcast sulla piattaforma VVVVID. È stata distribuita su Netflix con doppiaggio italiano il 1º dicembre 2021, eseguito presso lo studio CD Cine Dubbing sotto la direzione di Luca Giacomozzi. La traduzione è a cura di Claudia Di Meo, mentre l'adattamento dei dialoghi è ad opera di Alessandra Patacchini, Francesca Di Pirro e Arianna Stivali.

#### Episodi
| Nº | Titolo italiano Giapponese 「Kanji」 - Rōmaji | In onda          | In onda          |
| Nº | Titolo italiano Giapponese 「Kanji」 - Rōmaji | Giapponese       | Italiano         |
| 1  | Kabane 「夏羽」 - Kabane | 10 gennaio 2021  | 1º dicembre 2021 |
| 1  | Kabane è un ragazzo orfano che viene adottato da una famiglia al Villaggio del Cervo. Un giorno fa la conoscenza di Inugami, un investigatore del paranormale arrivato al villaggio per un'indagine, e scopre di essere il figlio di un oni e che si trasforma in un mostro se viene privato della pietra che porta al collo. L'investigatore, che era stato ingaggiato per uccidere Kabane, si affeziona a lui, e dopo avergli sparato (sicuro che non sarebbe morto per sua natura) lo porta con sé a Tokyo nella sua agenzia. |                  |                  |
| 2  | Specialista di mostri 「怪物屋」 - Kemono-ya | 17 gennaio 2021  | 1º dicembre 2021 |
| 2  | Inugami propone a Kabane di lavorare nella sua agenzia di specialisti del paranormale, alla quale appartengono due suoi coetanei: Shiki, che entra subito in contrasto con lui per varie accomunanze, e Akira, un ragazzo effeminato. L'agenzia riceve subito un incarico che consiste nel salvataggio di una famiglia da uno sciame di insetti. Kabane riesce facilmente ad entrare in contatto con gli insetti perché essendo un ghul non prova dolore, e li fa scomparire. Il ragazzo accetta di lavorare nell'agenzia di Inugami, e Shiki adotta un comportamento più riguardoso verso il nuovo arrivato. |                  |                  |
| 3  | Volpe 「狐」 - Kitsune | 24 gennaio 2021  | 1º dicembre 2021 |
| 3  | Dopo averne sentito parlare da Inugami, il prefetto della polizia di Shinjuku, Inari, chiede di poter conoscere Kabane. Anche Inari è un mostro e brama il calcolo vitale di Kabane per confondersi meglio con gli esseri umani, così glielo ruba senza sapere che è un falso costruito da Inugami. Alla sua sottoposta Kon dà l'ordine di decapitare Kabane e portare via la sua testa, ma viene salvato da Shiki. Kon, ancora intenzionata ad adempiere l'ordine di Inari, segue Kabane fino all'agenzia ma sviene per la fame. |                  |                  |
| 4  | Incarico 「任務」 - Ninmu | 31 gennaio 2021  | 1º dicembre 2021 |
| 4  | Yoruno, un uomo posseduto da uno spirito felino che si è innamorato proprio della gatta che lo ha schiavizzato, racconta le sue pene d'amore nel locale dell'agenzia di Inugami, e Kabane chiede di potersi occupare del caso per scoprire cos'è l'amore e in particolare quello dei suoi genitori. Il caso si risolve al meglio e Inugami assegna un nuovo incarico a Akira e Kabane, che viene adempito dal formidabile potere congelante di Akira. |                  |                  |
| 5  | Infiltrazione 「潜入」 - Sen'nyū | 7 febbraio 2021  | 1º dicembre 2021 |
| 5  | Mentre fa le pulizie, Kabane conosce Mihai, un vampiro nerd che vive isolato in una stanza dell'agenzia. Mihai approfitta di Kabane e lo schiavizza, fino a quando non interviene Inugami. Kabane trova Kon al parco, che gli dice di essere stata rimpiazzata come braccio destro di Inari da un altro kitsune, e siccome non può andare a vivere da Inugami perché è un tanuki, Kabane le promette di tornare da lei al parco dopo aver finito la sua commissione, ma viene coinvolto in un caso accettato da Mihai. Quest'ultimo ha rinchiuso Inugami nella sua stanza e ha preso il controllo dell'indagine, svolta da Shiki in avanscoperta in un'azienda posseduta da una donna insetto che risucchia il cervello degli operai. Mentre il ragazzo ordina la ritirata, Mihai lo fa scoprire per non rimandare il combattimento, ma Shiki rimane paralizzato. |                  |                  |
| 6  | Risveglio 「覚醒」 - Kakusei | 14 febbraio 2021 | 1º dicembre 2021 |
| 6  | Shiki si riprende e immobilizza la zanzara che lo stava attaccando per non sfigurare di fronte a Kabane. Akira e Kabane arrivano subito dopo portando l'altra donna insetto neutralizzata da Kabane. A questo punto si fa vedere l'ultima zanzara, che succhia tutto il sangue delle sue sorelle per poter attaccare i ragazzi. Shiki e Akira cadono subito a terra e Kabane viene bloccato; Mihai allora lo aiuta a liberare il suo istinto di mostro, grazie al quale neutralizza l'avversario. Sul luogo giunge Nobimaru, il nuovo sottoposto di Inari con l'incarico di incenerire i mostri per non farli scoprire alle persone. Nobimaru, che detesta Inari, avverte Kabane che quella donna è ancora interessata al suo calcolo vitale, e che se riuscisse ad ottenerlo per volontà di Kabane, Inugami non potrebbe aiutarlo a reclamarlo. Il giorno seguente Kabane va a scusarsi con Kon per essersi dimenticato di andare a cenare con lei e Shiki chiede a Inugami di riprendere il discorso sui suoi genitori, che lui stesso non voleva proseguire tempo addietro.                                                                             |                  |                  |
| 7  | Luogo natio 「故郷」 - Kokyō | 21 febbraio 2021 | 1º dicembre 2021 |
| 7  | I protagonisti passano un giorno a Kinshigo, villaggio natale di Shiki, per farlo incontrare con suo zio paterno Akio Tademaru e scoprire delle notizie sui suoi genitori. Lo zio gli dice che sono morti entrambi, ma quella sera incontra Nobimaru che gli racconta di un caso passato che li riguarda. Inugami riporta alla luce le stesse informazioni ma chiedendole direttamente a Tademaru, che confessa di aver sfruttato Kumi, la madre di Shiki, per tentare di riprodurre il ragno di broccato che, secondo una leggenda, sarebbe in grado di creare un filo d'oro dai poteri curativi. Un giorno Shiki trovò il laboratorio ma non venne mai messo al corrente della vera situazione e venne cresciuto dallo zio. Shiki, dopo aver ritrovato il laboratorio ed aver ascoltato la confessione di Akio, decide di ucciderlo. |                  |                  |
| 8  | Verità 「真実」 - Shinjitsu | 28 febbraio 2021 | 1º dicembre 2021 |
| 8  | In difesa di Akio compaiono dei mostri, che altro non sono che i tentativi falliti durante la creazione del filo d'oro, nati dalla madre di Shiki. Quest'ultimo perde tutte le forze vedendo l'orrore creato da suo zio, e Kabane lo aiuta uccidendoli tutti al posto suo. Mentre Kabane, Shiki e Nobimaru decidono cosa fare di Akio, una bambina di nome Aya, incontrata poco prima da Inugami e Akira, li prega di non ucciderlo. Aya vuole sapere da lui dove si trova un certo bozzolo, e siccome Akio non le risponde Inugami trova ugualmente il nascondiglio telefonando a Mihai. Shiki recupera il bozzolo, ovvero sua madre ancora viva, in fondo a un lago di quella foresta e la riporta in superficie dove l'aspetta Aya, che rivela di essere il fantomatico filo d'oro. Shiki non ha più motivo di uccidere suo zio, ma una volta partiti per portare Kumi in ospedale, Nobimaru non lascia quel lavoro incompiuto. |                  |                  |
| 9  | Famiglia 「家族」 - Kazoku | 7 marzo 2021     | 1º dicembre 2021 |
| 9  | Nella notte Kumi si risveglia e Shiki accetta la presenza di Aya come sua sorella minore. Il giorno seguente Aya s'innamora di Kabane e gli chiede di risolvere un caso assieme a lui, facendo ingelosire Kon. Il caso riguarda una ragazza mostro innamorata di un uomo, che essendo invisibile ruba le parti del corpo alle altre ragazze umane anch'esse invaghite di lui per farsi notare al posto loro; Aya allora le dona una parvenza umana con il potere del suo filo. Kon confida a Kabane che si è sentita esclusa come quella ragazza, e dopo che Akira gli impone di scegliere una fidanzata tra Aya e Kon, Kabane fraintende la situazione. |                  |                  |
| 10 | Gemelli 「双子」 - Futago | 14 marzo 2021    | 1º dicembre 2021 |
| 10 | Akira abbandona l'agenzia Inugami per non pesare sui suoi amici con la sua goffaggine e ritrova in città suo fratello gemello Yui. I due fratelli vanno a vivere assieme in un castello di ghiaccio che Yui costruisce con il suo potere, ma per qualche motivo intrappola Akira in una delle stanze. Kabane e Shiki vogliono chiedere scusa ad Akira per averlo offeso e riescono a rintracciarlo grazie all'intelligenza artificiale che Mihai aveva installato nel suo pupazzo, ma quando raggiungono il castello di ghiaccio assieme a Inugami scoprono che Kon possiede un calcolo simile a quello di Kabane e vengono congelati. |                  |                  |
| 11 | Ricordi 「記憶」 - Kioku | 21 marzo 2021    | 1º dicembre 2021 |
| 11 | Per poter scongelare i suoi amici, Akira chiede a suo fratello del sale, ma poco tempo dopo Kabane si libera da solo dal ghiaccio e gli chiede scusa anche a nome di Shiki. Akira però si arrabbia e decide di andare via con Yui abbandonando Kabane e gli altri. Inari arriva sul posto ed entra nel castello di ghiaccio trovando Kabane intento a scongelare Inugami e Shiki con il pupazzo di Akira. Mentre Nobimaru è già andato all'inseguimento di Yui e Akira, Inari propone a Kabane di aiutarla a recuperare il calcolo azzerante di Yui, in modo da poterlo usare per scoprire qualche notizia sui suoi genitori. Kabane sceglie di farlo ed esce correndo dal castello. |                  |                  |
| 12 | L'incidente mostruoso 「怪物事変」 - Kemono jihen | 28 marzo 2021    | 1º dicembre 2021 |
| 12 | Akira, intrappolato da suo fratello in una gabbia di ghiaccio, riesce a liberarsi con il suo stesso potere. Frattanto Kabane si fa incendiare da Nobimaru per contrastare il ghiaccio di Yui, e proprio quando sta per dargli il colpo di grazia arriva Akira a difenderlo e togliere il calcolo azzerante dal suo petto. Anche Kabane, con il corpo quasi rigenerato, lo aiuta a rimuovere il calcolo dal torace di Yui facendolo entrare in contatto con il suo calcolo vitale, che finisce col fondersi assieme al calcolo azzerante. Yui viene portato in ospedale e riprende il controllo di sé, chiede scusa agli amici di Akira e racconta loro dell'incidente mostruoso avvenuto molti anni fa. Inari mira ancora al calcolo vitale anche se ora è fuso con quello azzerante ed è stato affidato a Kabane, quindi Nobimaru ingaggia Kon per farselo dare da lui senza sottrarglielo con la forza. Inugami ha finalmente trovato l'occasione giusta per portate Kabane a Shikoku e scoprire qualcosa sui suoi genitori; Akira va col fratello per una vacanza mentre Shiki resta nell'agenzia, perciò assieme a Inugami verranno solo Kabane e Kon. |                  |                  |

#### Home video
La serie animata è stata pubblicata in Giappone in sei Blu-ray Disc, contenenti 2 episodi ciascuno, usciti dal 26 marzo al 27 agosto 2021. In Italia è stata pubblicata in un unico box Blu-ray ad aprile 2022.
| Nº | Episodi | Pubblicazione  |
| -- | ------- | -------------- |
| 1  | 1-2     | 26 marzo 2021  |
| 2  | 3-4     | 27 aprile 2021 |
| 3  | 5-6     | 26 maggio 2021 |
| 4  | 7-8     | 25 giugno 2021 |
| 5  | 9-10    | 28 luglio 2021 |
| 6  | 11-12   | 27 agosto 2021 |